# Membracinae
Membracinae es una subfamilia de insectos hemípteros de la familia Membracidae. Hay más de 40 géneros en Membracinae. Son del Nuevo Mundo, especialmente de regiones tropicales y templadas.

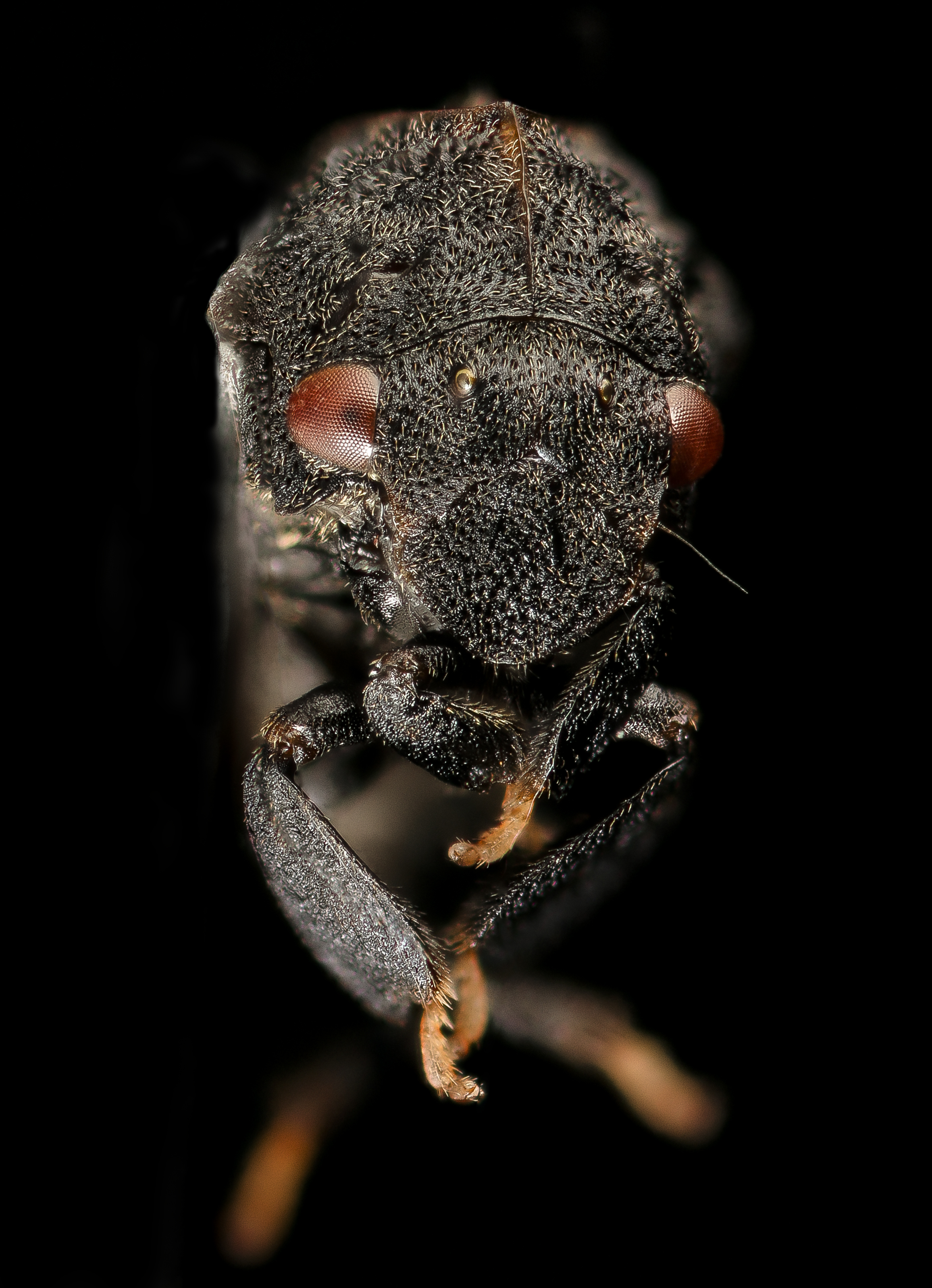
Tylopelta gibbera

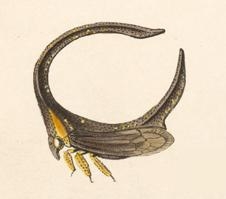
Cladonota

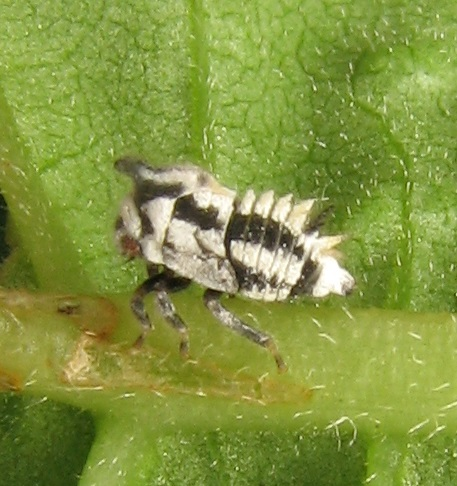
Enchenopa ninfa en Juglans.

## Géneros
Estos 44 géneros son de Membracinae:
- Acanthicoides Metcalf, 1952 c g
- Aconophora Fairmaire, 1846 c g b
- Alchisme Kirkaldy, 1904 c g
- Bolbonota Amyot & Serville, 1843 c g
- Bolbonotodes Fowler, 1894 c g
- Calloconophora Dietrich, 1991 c g
- Campylenchia Stål, 1869 c g b
- Cladonota Stål, 1869 c g
- Enchenopa Amyot & Audinet-Serville, 1843 c g b
- Enchophyllum Amyot & Serville, 1843 c g
- Erechtia Walker, 1858 c g
- Eunusa Pinto da Fonseca, 1974 c g
- Folicarina Sakakibara, 1992 c g
- Guayaquila Goding, 1920 c g
- Havilandia Dietrich & McKamey, 1995 c g
- Hypsoprora Stål, 1869 c g b
- Hypsoprorachis Fonseca & Diringshofen, 1969 c g
- Jibarita Ramos, 1957 c g
- Kronides Kirkaldy, 1904 c g
- Leioscyta Fowler, 1894 c g b
- Lewdeitzia Dietrich & McKamey, 1995 c g
- Membracis Fabricius, 1775 c g
- Metcalfiella Linnavuori, 1955 c g
- Microschema Stål, 1869 c g
- Notocera Amyot & Serville, 1843 c g
- Ochropepla Stål, 1869 c g
- Paragara Goding, 1926 c g
- Philya Walker, 1858 c g b
- Phyllotropis Stål, 1869 c g
- Platycotis Stål, 1869 c g b
- Potnia Stål, 1866 c g
- Potnioides Creao-Duarte, 1997 c g
- Pseuderechtia Sakakibara, 2012
- Ramosella McKamey & Deitz, 1996 c g
- Sakakibarella Creao-Duarte, 1997 c g
- Scalmophorus Fowler, 1894 c g
- Stalotypa Metcalf, 1927 c g
- Stirpis McKamey & Deitz, 1996 c g
- Talipes Deitz, 1975
- Tritropidia Stãl, 1869 c g
- Tropidoscyta Stål, 1869 g
- Turrialbia McKamey & Deitz, 1996 c g
- Tylopelta Fowler, 1894 c g b
- Umbonia Burmeister, 1835 c g b

Fuentes: i = ITIS, c = Catalogue of Life, g = GBIF, b = Bugguide.net